# Le ciliegie di Pallottolino
Le ciliegie di Pallottolino (Les Cerises de Bout-de-Zan) è un cortometraggio muto del 1913 diretto da Louis Feuillade.

## Produzione
Il film fu prodotto dalla Société des Etablissements L. Gaumont.

## Distribuzione
Distribuito dalla Société des Etablissements L. Gaumont, uscì nelle sale cinematografiche francesi nell'agosto 1913.